# 임실 노동환 가옥
임실 노동환 가옥(任實 盧東煥 家屋)은 대한민국 전북특별자치도 임실군에 있는 가옥이다. 1986년 9월 8일 전라북도의 문화재자료 제118호로 지정되었다.

## 개요
집 주인의 8대조 노엽이 효종 1년(1650)경 지어 지금에 이르고 있는 집으로 안채와 사랑채, 행랑채로 구성되어 있다.
안채는 앞면 4칸·옆면 2칸 규모로 지붕은 옆면에서 볼 때 여덟 팔(八)자 모양을 한 팔작지붕이다. 서쪽으로부터 앞쪽에 부엌이 있고 뒤쪽으로 방이 둘 있다. 다음으로 안방과 대청이 있고 건넌방 뒤쪽에 도장이 있다. 도장은 각종 물품을 보관하는 곳으로 통풍을 용이하게 하기 위해 마루를 설치했다.
행랑채는 원래 모습을 정확히 알 수 없으나 지금은 외양간과 헛간 따위로 쓰이고 있는데 초가를 기와로 바꾼 것이다.
사랑채는 앞면 3칸·옆면 2칸 규모에 지붕은 팔작지붕으로 문간채가 함께 붙어 있다. 대문 좌우에 문간방이 있었으나 지금은 하나만 남아 있으며 사랑에는 ‘정양사’라는 현판이 붙어 있다. 대지가 경사진 탓에 사랑 마루가 높아서 시원한 분위기를 만든다.
전설에 따르면 건물의 터와 집을 바라보고 있는 산이 서로 맞지 않아 부자나 인재가 나오지 않는다고 하여 산머리에 강정이란 정자를 세웠다고 한다.

## 참고 자료
- 임실 노동환 가옥 - 국가유산청 국가유산포털